# Campo Limpo (métro de São Paulo)
Pour les articles homonymes, voir Campo Limpo.
Campo Limpo (en portugais : Estação Campo Limpo) est une station de la ligne 5 (Lilas) du métro de São Paulo. Elle est accessible par la rue Noanamá, dans le quartier Campo Limpo, à São Paulo au Brésil.
Mise en service en 2002 par le métro de São Paulo, la station est exploitée depuis 2018 par le concessionnaire ViaMobilidade.

## Situation sur le réseau

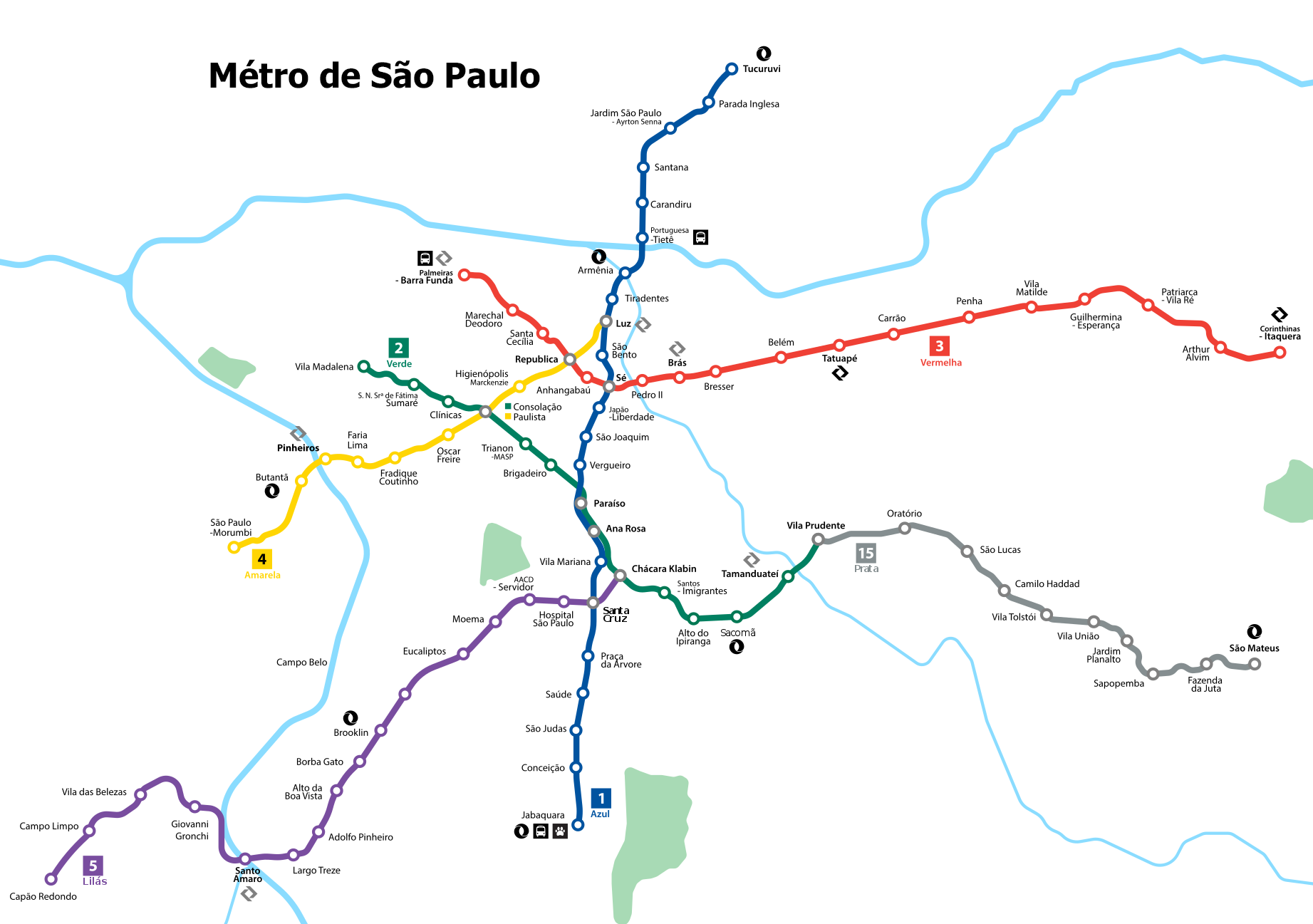
Plan du Métro de São Paulo 2020.

Établie en aérien, la station Campo Limpo  est située sur la ligne 5 (Lilas) entre les stations Capão Redondo, en direction du terminus Capão Redondo, et Vila das Belezas, en direction du terminus Chácara Klabin.

## Histoire
La station Campo Limpo est mise en service, par le métro de São Paulo, le 20 octobre 2002. C'est une station aérienne en courbe avec deux quais latéraux, en béton mixte, recouverts d'une structure métallique de forme elliptique et de tuiles en acier. Au rez-de-chaussée elle dispose d'un hall de distribution. Elle est accessible aux personnes handicapées et est équipée de : un accès, deux escaliers fixes, six escaliers mécaniques, d'une surface construite de 4 869,49 m2 et est prévue pour absorber (à partir de 2010) un transit maximum de 10 872 voyageurs par heure, en heure de pointe..
En 2018, la station change d'exploitant avec l'arrivée de ViaMobilidade concessionnaire pour vingt ans de l'exploitation de la ligne 5,.
En mai 2021, la station est en travaux de préparation à la pose de portes palières.

## Services aux voyageurs

### Accès et accueil
La station est située au numéro 85 de la rue Noanamá. Elle est accessible aux personnes handicapées.

### Desserte
| Ligne                         | Terminus                       | Stations | Durée du voyage (min) | Intervalle minimum entre les trains | Opération                                                      |
| ----------------------------- | ------------------------------ | -------- | --------------------- | ----------------------------------- | -------------------------------------------------------------- |
| Ligne 5 du métro de São Paulo | Capão Redondo ↔ Chácara Klabin | 17       | 33                    | 75 (projecté) 165 (actuel)          | Du dimanche au vendredi, de 4h40 à 0h. Le samedi de 4h40 à 1h. |

Installation et dessertes
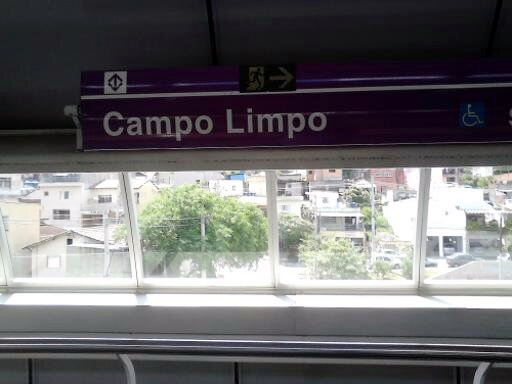
2014.
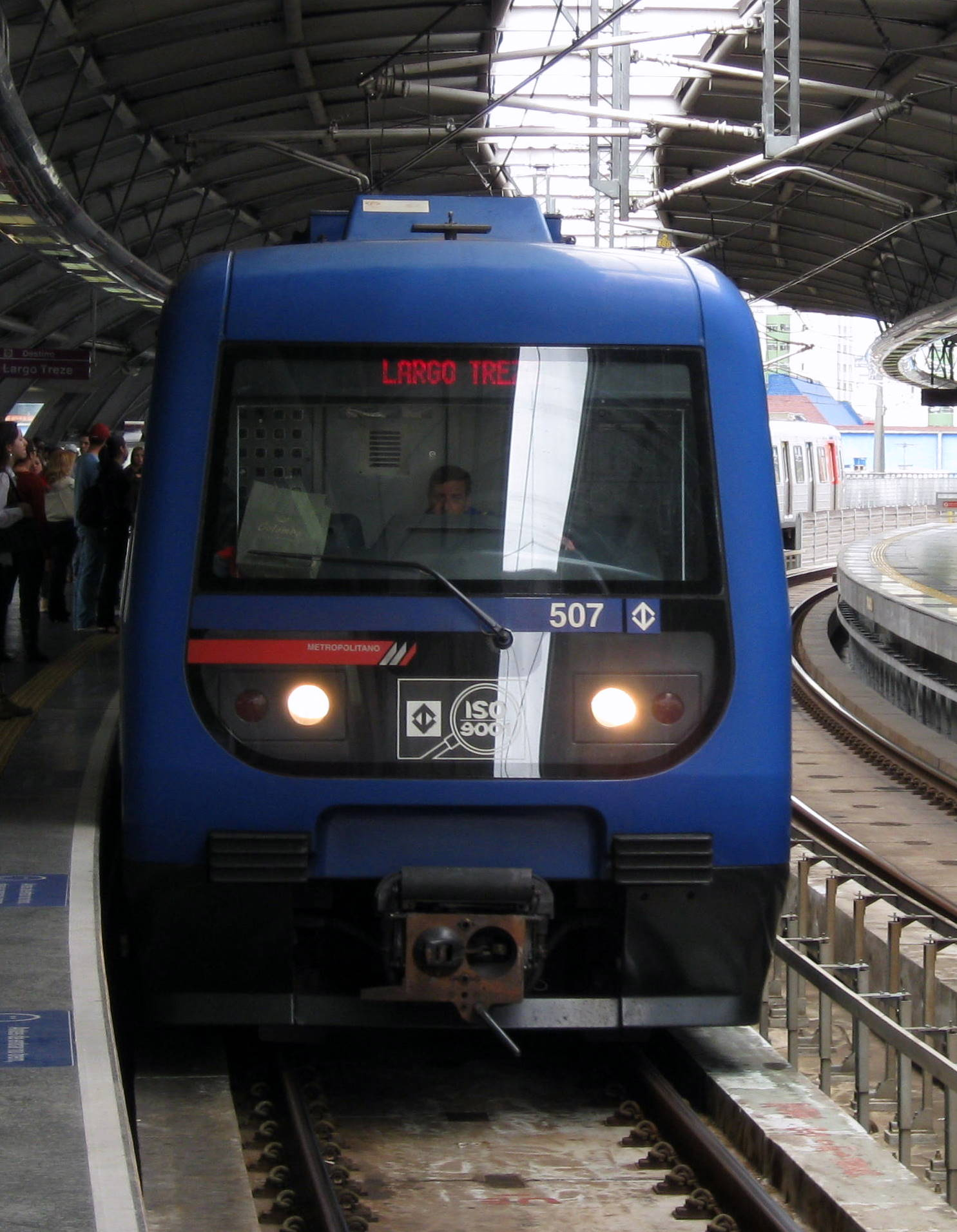
2010.
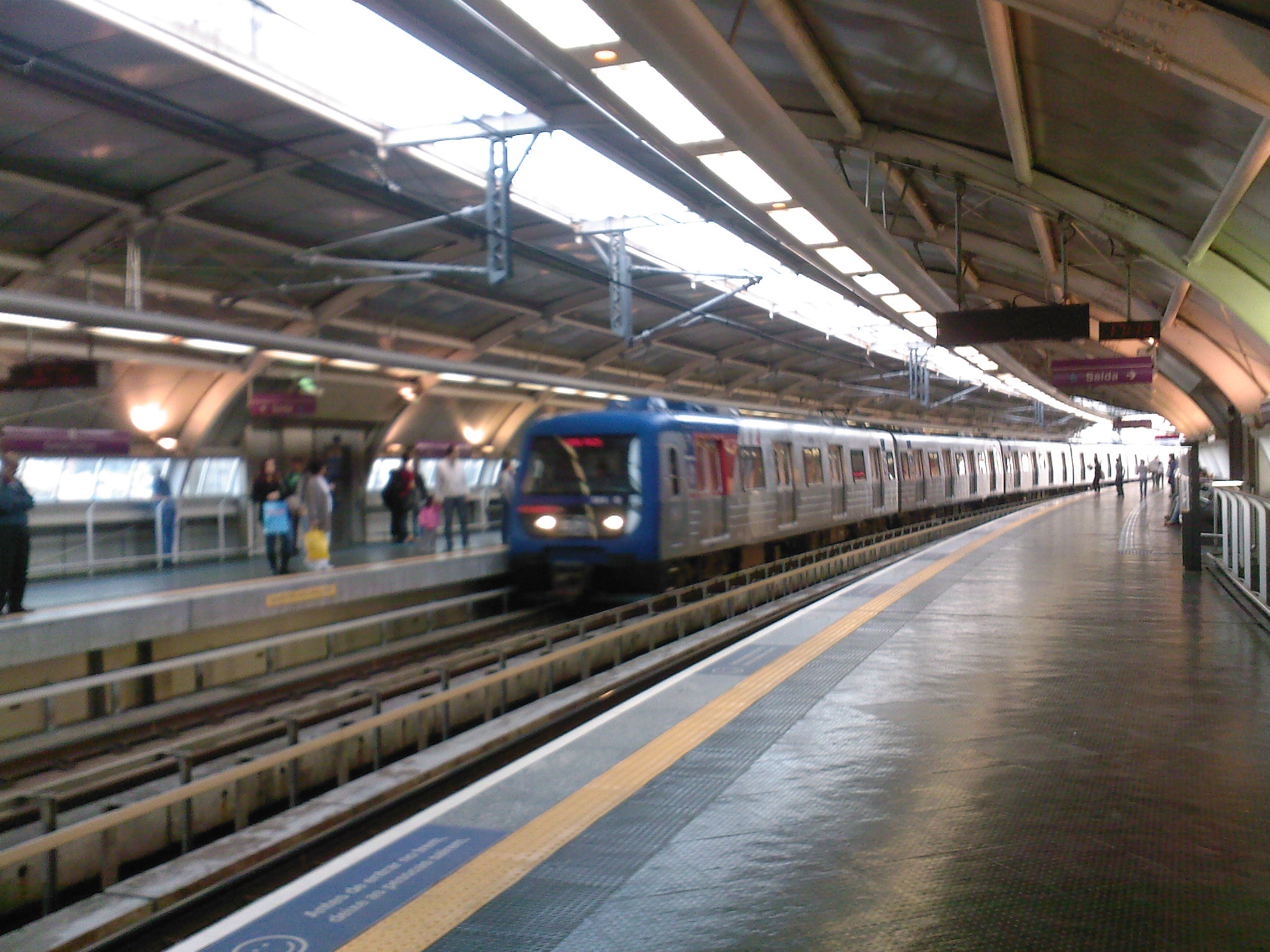
2010.

### Intermodalité
Elle est en correspondance intégrée avec un terminus de bus urbaine.

## À proximité
- Shopping Center Campo Limpo
- Cathédrale de Campo Limpo